# McMath (cráter)
McMath es un cráter de impacto perteneciente a la cara oculta de la Luna. Se encuentra al sursudoeste del prominente cráter Jackson, cuyosistema de marcas radiales atraviesa la mayor parte de McMath. Más al sur se halla la pareja de cráteres formada por Zhukovskiy y Lebedinskiy.
Se trata de un cráter notablemente erosionado, con varios pequeños cráteres incrustados sobre su brocal, especialmente más desgastado en su extremo norte, con los sectores este y oeste algo más inalterados. El suelo interior es relativamente llano, y está marcado por solo algunos pequeños impactos.
McMath se encuentra al noroeste de la Cuenca Dirichlet-Jackson.

## Cráteres satélite
Por convención estos elementos son identificados en los mapas lunares poniendo la letra en el lado del punto medio del cráter que está más cercano a McMath.
|        | \| McMath \| Coordenadas \| Diámetro \| \| ------ \| ------------------------------- \| -------- \| \| A \| 19°12′N 165°18′O / 19.2, -165.3 \| 15 km \| \| J \| 14°48′N 163°18′O / 14.8, -163.3 \| 36 km \| \| M \| 16°06′N 165°30′O / 16.1, -165.5 \| 15 km \| \| P \| 13°24′N 168°36′O / 13.4, -168.6 \| 28 km \| \| Q \| 14°30′N 167°42′O / 14.5, -167.7 \| 20 km \| |          |
| McMath | Coordenadas | Diámetro |
| A      | 19°12′N 165°18′O / 19.2, -165.3 | 15 km    |
| J      | 14°48′N 163°18′O / 14.8, -163.3 | 36 km    |
| M      | 16°06′N 165°30′O / 16.1, -165.5 | 15 km    |
| P      | 13°24′N 168°36′O / 13.4, -168.6 | 28 km    |
| Q      | 14°30′N 167°42′O / 14.5, -167.7 | 20 km    |